# Prémio do Cinema Europeu de melhor filme
O Prémio do Cinema Europeu de melhor filme (em inglês: European Film Award for Best Film) é um prémio cinematográfico concedido anualmente, desde 1988, pela Academia de Cinema Europeu. Somente os filmes produzidos na Europa podem concorrer a este prémio.
A cor de fundo       indica os vencedores.

## Década de 1980
| Ano  | Filme                       | Título no Brasil            | Título em Portugal               | Realizador/Diretor   | País               |
| ---- | --------------------------- | --------------------------- | -------------------------------- | -------------------- | ------------------ |
| 1988 | Krótki film o zabijaniu     | Não Matarás                 | Não Matarás                      | Krzysztof Kieślowski | Polónia            |
| 1988 | Au revoir les enfants       | Adeus, Meninos              | Adeus, Rapazes                   | Louis Malle          | França             |
| 1988 | El bosque animado           |                             |                                  | José Luis Cuerda     | Espanha            |
| 1988 | Distant Voices, Still Lives | Vozes Distantes             | Vozes Distantes, Vidas Suspensas | Terence Davies       | Reino Unido        |
| 1988 | Der Himmel über Berlin      | Asas do Desejo              | As Asas do Desejo                | Wim Wenders          | Alemanha Ocidental |
| 1988 | Iacob                       |                             |                                  | Mircea Daneliuc      | Roménia            |
| 1988 | Pelle erobreren             | Pelle, o Conquistador       | Pelle, o Conquistador            | Bille August         | Dinamarca          |
| 1989 | Topio stin omichli          | Paisagem na Neblina         |                                  | Theo Angelopoulos    | Grécia             |
| 1989 | Eldorádó                    |                             |                                  | Géza Bereményi       | Hungria            |
| 1989 | Magnús                      |                             |                                  | Þráinn Bertelsson    | Islândia           |
| 1989 | Recordações da Casa Amarela | Recordações da Casa Amarela | Recordações da Casa Amarela      | João César Monteiro  | Portugal           |
| 1989 | High Hopes                  |                             | Grandes Ambições                 | Mike Leigh           | Reino Unido        |
| 1989 | Malenkaja Vera              |                             |                                  | Vasili Pichul        | União Soviética    |

## Década de 1990
| Ano  | Filme                                                              | Título no Brasil                                                    | Título em Portugal                                            | Realizador/Diretor                 | País                                  |
| ---- | ------------------------------------------------------------------ | ------------------------------------------------------------------- | ------------------------------------------------------------- | ---------------------------------- | ------------------------------------- |
| 1990 | Porte aperte                                                       | As Portas da Justiça                                                | Portas Abertas                                                | Gianni Amelio                      | Itália                                |
| 1990 | Tulitikkutehtaan tyttö                                             | A Mocinha da Fábrica de Fósforos                                    | A Rapariga da Fábrica de Fósforos                             | Aki Kaurismäki                     | Finlândia                             |
| 1990 | Cyrano de Bergerac                                                 | Cyrano de Bergerac                                                  | Cyrano de Bergerac                                            | Jean-Paul Rappeneau                | França                                |
| 1990 | Przesłuchanie                                                      |                                                                     | Interrogatório                                                | Ryszard Bugajski                   | Polónia                               |
| 1990 | ¡Ay, Carmela!                                                      |                                                                     | Ai, Carmela!                                                  | Carlos Saura                       | Espanha                               |
| 1990 | Skyddsängeln                                                       |                                                                     |                                                               | Suzanne Osten                      | Suécia                                |
| 1990 | Mat                                                                |                                                                     |                                                               | Gleb Panfilov                      | União Soviética                       |
| 1991 | Riff-Raff                                                          | Riff-Raff                                                           | Riff-Raff                                                     | Ken Loach                          | Reino Unido                           |
| 1991 | Homo Faber                                                         | O Viajante                                                          | Trágico Destino                                               | Volker Schlöndorff                 | Alemanha                              |
| 1991 | Le petit criminel                                                  | O Jovem Assassino                                                   | O Pequeno Criminoso                                           | Jacques Doillon                    | França                                |
| 1992 | Il ladro di bambini                                                | O Ladrão de Crianças                                                | O Ladrão de Crianças                                          | Gianni Amelio                      | Itália                                |
| 1992 | La Vie de bohème                                                   |                                                                     | A Vida de Boémia                                              | Aki Kaurismäki                     | Finlândia / França                    |
| 1992 | Les Amants du Pont-Neuf                                            | Os Amantes de Pont-Neuf                                             | Os Amantes da Ponte Nova                                      | Leos Carax                         | França                                |
| 1993 | Urga                                                               | Urga - Uma Paixão no Fim do Mundo                                   | Urga - Espaço sem Fim                                         | Nikita Mikhalkov                   | União Soviética                       |
| 1993 | Benny's Video                                                      |                                                                     | O Vídeo de Benny                                              | Michael Haneke                     | Áustria / Suíça                       |
| 1993 | Un cœur en hiver                                                   | Um Coração no Inverno                                               | Um Coração no Inverno                                         | Claude Sautet                      | França                                |
| 1994 | Lamerica                                                           | América - O Sonho de Chegar                                         | Lamerica                                                      | Gianni Amelio                      | Itália                                |
| 1994 | In the Name of the Father                                          | Em Nome do Pai                                                      | Em Nome do Pai                                                | Jim Sheridan                       | Irlanda                               |
| 1994 | Trois couleurs: Bleu, Trois couleurs: Blanc, Trois couleurs: Rouge | A Liberdade É Azul, A Igualdade É Branca, A Fraternidade É Vermelha | Três Cores - Azul, Três Cores - Branco, Três Cores - Vermelho | Krzysztof Kieślowski               | França / Polónia                      |
| 1995 | Land and Freedom                                                   | Terra e Liberdade                                                   | Terra e Liberdade                                             | Ken Loach                          | Reino Unido                           |
| 1995 | Les Rendez-vous de Paris                                           |                                                                     | Os Encontros de Paris                                         | Éric Rohmer                        | França                                |
| 1995 | To Vlemma tou Odyssea                                              | Um Olhar a Cada Dia                                                 | O Olhar de Ulisses                                            | Theo Angelopoulos                  | Grécia                                |
| 1996 | Breaking the Waves                                                 | Ondas do Destino                                                    | Ondas de Paixão                                               | Lars von Trier                     | Dinamarca                             |
| 1996 | Kolja                                                              | Kolya - Uma Lição de Amor                                           | Kolya                                                         | Jan Svěrák                         | Chéquia                               |
| 1996 | Secrets & Lies                                                     | Segredos e Mentiras                                                 | Segredos e Mentiras                                           | Mike Leigh                         | Reino Unido                           |
| 1997 | The Full Monty                                                     | Ou Tudo ou Nada                                                     | Ou Tudo ou Nada                                               | Peter Cattaneo                     | Reino Unido                           |
| 1997 | Capitaine Conan                                                    |                                                                     |                                                               | Bertrand Tavernier                 | França                                |
| 1997 | Le Cinquième Élément                                               | O Quinto Elemento                                                   | O Quinto Elemento                                             | Luc Besson                         | França                                |
| 1997 | Savrseni krug                                                      |                                                                     |                                                               | Ademir Kenović                     | Bósnia e Herzegovina                  |
| 1997 | The English Patient                                                | O Paciente Inglês                                                   | O Paciente Inglês                                             | Anthony Minghella                  | Reino Unido                           |
| 1997 | Vor                                                                | O Ladrão                                                            |                                                               | Pavel Chukhrai                     | Rússia                                |
| 1998 | La vita è bella                                                    | A Vida É Bela                                                       | A Vida É Bela                                                 | Roberto Benigni                    | Itália                                |
| 1998 | The Butcher Boy                                                    | Nó na Garganta                                                      | O Rapaz do Talho                                              | Neil Jordan                        | Irlanda                               |
| 1998 | Carne trémula                                                      | Carne Trêmula                                                       | Em Carne Viva                                                 | Pedro Almodóvar                    | Espanha                               |
| 1998 | Festen                                                             | Festa de Família                                                    | A Festa                                                       | Thomas Vinterberg                  | Dinamarca                             |
| 1998 | La Vie rêvée des anges                                             | A Vida Sonhada dos Anjos                                            | A Vida Sonhada dos Anjos                                      | Érick Zonca                        | França                                |
| 1998 | Lola rennt                                                         | Corra, Lola, Corra                                                  | Corre, Lola, Corre                                            | Tom Tykwer                         | Alemanha                              |
| 1998 | My Name Is Joe                                                     | Meu Nome É Joe                                                      | O Meu Nome É Joe                                              | Ken Loach                          | Reino Unido                           |
| 1999 | Todo sobre mi madre                                                | Tudo sobre Minha Mãe                                                | Tudo sobre a Minha Mãe                                        | Pedro Almodóvar                    | Espanha                               |
| 1999 | Fucking Åmål                                                       | Amigas de Colégio                                                   |                                                               | Lukas Moodysson                    | Suécia                                |
| 1999 | Mifunes sidste sang                                                | Mifune                                                              | Mifune                                                        | Søren Kragh-Jacobsen               | Dinamarca                             |
| 1999 | Moloch                                                             | Moloch - Eva Braun e Adolf Hitler na Intimidade                     | Moloch                                                        | Alexandr Sokurov                   | Rússia / Alemanha                     |
| 1999 | Notting Hill                                                       | Um Lugar Chamado Notting Hill                                       | Notting Hill                                                  | Roger Michell                      | Reino Unido                           |
| 1999 | Rosetta                                                            |                                                                     | Rosetta                                                       | Jean-Pierre Dardenne, Luc Dardenne | Bélgica                               |
| 1999 | Sunshine                                                           | Sunshine - O Despertar de um Século                                 | Sunshine                                                      | István Szabó                       | Canadá / Hungria / Áustria / Alemanha |
| 1999 | The War Zone                                                       | Zona de Conflito                                                    | A Zona de Guerra                                              | Tim Roth                           | Reino Unido                           |

## Década de 2000
| Ano  | Filme                               | Título no Brasil                     | Título em Portugal                                | Realizador/Diretor                   | País                           |
| ---- | ----------------------------------- | ------------------------------------ | ------------------------------------------------- | ------------------------------------ | ------------------------------ |
| 2000 | Dancer in the Dark                  | Dançando no Escuro                   | Dancer in the Dark                                | Lars von Trier                       | Dinamarca                      |
| 2000 | Billy Elliot                        | Billy Elliot                         | Billy Elliot                                      | Stephen Daldry                       | Reino Unido                    |
| 2000 | Chicken Run                         | A Fuga das Galinhas                  | A Fuga das Galinhas                               | Peter Lord, Nick Park                | Reino Unido                    |
| 2000 | Harry, un ami qui vous veut du bien | Harry Chegou para Ajudar             | Harry, um Amigo ao Seu Dispor                     | Dominik Moll                         | França                         |
| 2000 | Le Goût des autres                  | O Gosto dos Outros                   | O Gosto dos Outros                                | Agnès Jaoui                          | França                         |
| 2000 | Pane e tulipani                     | Pão e Tulipas                        | Pão e Tulipas                                     | Silvio Soldini                       | Itália                         |
| 2000 | Trolösa                             | Infiel                               | Infidelidade                                      | Liv Ullmann                          | Suécia                         |
| 2001 | Le Fabuleux Destin d'Amélie Poulain | O Fabuloso Destino de Amélie Poulain | O Fabuloso Destino de Amélie                      | Jean-Pierre Jeunet                   | França                         |
| 2001 | Bridget Jones's Diary               | O Diário de Bridget Jones            | O Diário de Bridget Jones                         | Sharon Maguire                       | Reino Unido                    |
| 2001 | Das Experiment                      | A Experiência                        | A Experiência                                     | Oliver Hirschbiegel                  | Alemanha                       |
| 2001 | Intimacy                            | Intimidade                           | Intimidade                                        | Patrice Chéreau                      | França / Itália                |
| 2001 | Italiensk For Begyndere             | Italiano para Principiantes          | Italiano para Principiantes                       | Lone Scherfig                        | Dinamarca                      |
| 2001 | La Pianiste                         | A Professora de Piano                | A Pianista                                        | Michael Haneke                       | França / Áustria               |
| 2001 | La stanza del figlio                | O Quarto do Filho                    | O Quarto do Filho                                 | Nanni Moretti                        | Itália                         |
| 2001 | The Others                          | Os Outros                            | Os Outros                                         | Alejandro Amenábar                   | Espanha                        |
| 2002 | Hable con ella                      | Fale com Ela                         | Fala com Ela                                      | Pedro Almodóvar                      | Espanha                        |
| 2002 | 8 Femmes                            | 8 Mulheres                           | 8 Mulheres                                        | François Ozon                        | França                         |
| 2002 | Bend It Like Beckham                | Driblando o Destino                  | Joga como Beckham                                 | Gurinder Chadha                      | Reino Unido                    |
| 2002 | Bloody Sunday                       | Domingo Sangrento                    | Domingo Sangrento                                 | Paul Greengrass                      | Reino Unido / Irlanda          |
| 2002 | Lilja 4-ever                        | Para Sempre Lilya                    | Lilya para Sempre                                 | Lukas Moodysson                      | Suécia                         |
| 2002 | Mies vailla menneisyyttä            | O Homem Sem Passado                  | O Homem Sem Passado                               | Aki Kaurismäki                       | Finlândia                      |
| 2002 | The Magdalene Sisters               | Em Nome de Deus                      | As Irmãs de Maria Madalena                        | Peter Mullan                         | Reino Unido                    |
| 2002 | The Pianist                         | O Pianista                           | O Pianista                                        | Roman Polański                       | França / Polónia / Alemanha    |
| 2003 | Good Bye, Lenin!                    | Adeus, Lenin!                        | Adeus, Lenine!                                    | Wolfgang Becker                      | Alemanha                       |
| 2003 | Dirty Pretty Things                 | Coisas Belas e Sujas                 | Estranhos de Passagem                             | Stephen Frears                       | Reino Unido                    |
| 2003 | Dogville                            | Dogville                             | Dogville                                          | Lars von Trier                       | Dinamarca                      |
| 2003 | In This World                       | Neste Mundo                          | Neste Mundo                                       | Michael Winterbottom                 | Reino Unido                    |
| 2003 | My Life Without Me                  | Minha Vida Sem Mim                   | A Minha Vida Sem Mim                              | Isabel Coixet                        | Canadá / Espanha               |
| 2003 | Swimming Pool                       | Swimming Pool - À Beira da Piscina   | Swimming Pool                                     | François Ozon                        | França / Reino Unido           |
| 2004 | Gegen die Wand                      | Contra a Parede                      | Head On - A Esposa Turca                          | Fatih Akın                           | Alemanha                       |
| 2004 | Ett hål i mitt hjärta               | Um Vazio em Meu Coração              |                                                   | Lukas Moodysson                      | Suécia                         |
| 2004 | La mala educación                   | Má Educação                          | Má Educação                                       | Pedro Almodóvar                      | Espanha                        |
| 2004 | Les choristes                       | A Voz do Coração                     | Os Coristas                                       | Christophe Barratier                 | França / Suíça                 |
| 2004 | Mar adentro                         | Mar Adentro                          | Mar Adentro                                       | Alejandro Amenábar                   | Espanha                        |
| 2004 | Vera Drake                          | O Segredo de Vera Drake              | Vera Drake                                        | Mike Leigh                           | Reino Unido                    |
| 2005 | Caché                               | Caché                                | Nada a Esconder                                   | Michael Haneke                       | França / Áustria               |
| 2005 | Brødre                              |                                      |                                                   | Susanne Bier                         | Dinamarca                      |
| 2005 | Don't Come Knocking                 | Estrela Solitária                    | Estrela Solitária                                 | Wim Wenders                          | Alemanha                       |
| 2005 | L'Enfant                            | A Criança                            | A Criança                                         | Jean-Pierre Dardenne, Luc Dardenne   | Bélgica / França               |
| 2005 | My Summer of Love                   | Meu Amor de Verão                    | Amor de Verão                                     | Paweł Pawlikowski                    | Reino Unido                    |
| 2005 | Sophie Scholl – Die letzten Tage    | Uma Mulher Contra Hitler             | Sophie Scholl - Os Últimos Dias                   | Marc Rothemund                       | Alemanha                       |
| 2006 | Das Leben der Anderen               | A Vida dos Outros                    | As Vidas dos Outros                               | Florian Henckel von Donnersmarck     | Alemanha                       |
| 2006 | Breakfast on Pluto                  | Café da Manhã em Plutão              | Breakfast on Pluto                                | Neil Jordan                          | Irlanda / Reino Unido          |
| 2006 | Grbavica                            | Em Segredo                           | Filha da Guerra                                   | Jasmila Žbanić                       | Bósnia e Herzegovina / Croácia |
| 2006 | The Road to Guantanamo              | O Caminho para Guantanamo            | A Caminho de Guantánamo                           | Michael Winterbottom, Mat Whitecross | Reino Unido                    |
| 2006 | Volver                              | Volver                               | Volver - Voltar                                   | Pedro Almodóvar                      | Espanha                        |
| 2006 | The Wind That Shakes the Barley     | Ventos da Liberdade                  | Brisa de Mudança                                  | Ken Loach                            | Irlanda                        |
| 2007 | 4 luni, 3 săptămâni şi 2 zile       | 4 Meses, 3 Semanas e 2 Dias          | 4 Meses, 3 Semanas e 2 Dias                       | Cristian Mungiu                      | Roménia                        |
| 2007 | Auf der anderen Seite               | Do Outro Lado                        | Do Outro Lado                                     | Fatih Akın                           | Turquia / Alemanha             |
| 2007 | The Last King of Scotland           | O Último Rei da Escócia              | O Último Rei da Escócia                           | Kevin Macdonald                      | Reino Unido                    |
| 2007 | La Môme                             | Piaf - Um Hino ao Amor               | La Vie en Rose                                    | Olivier Dahan                        | França                         |
| 2007 | Persepolis                          | Persepolis                           | Persépolis                                        | Vincent Paronnaud, Marjane Satrapi   | França                         |
| 2007 | The Queen                           | A Rainha                             | A Rainha                                          | Stephen Frears                       | Reino Unido                    |
| 2008 | Gomorra                             | Gomorra                              | Gomorra                                           | Matteo Garrone                       | Itália                         |
| 2008 | Il Divo                             | O Divo                               | Il Divo - A Vida Espectacular de Giulio Andreotti | Paolo Sorrentino                     | Itália                         |
| 2008 | Entre les murs                      | Entre os Muros da Escola             | A Turma                                           | Laurent Cantet                       | França                         |
| 2008 | Happy-Go-Lucky                      | Simplesmente Feliz                   | Um Dia de Cada Vez                                | Mike Leigh                           | Reino Unido                    |
| 2008 | El orfanato                         | O Orfanato                           | O Orfanato                                        | Juan Antonio Bayona                  | Espanha                        |
| 2008 | Waltz with Bashir                   | Valsa com Bashir                     | Valsa com Bashir                                  | Ari Folman                           | Israel / França / Alemanha     |
| 2009 | Das weiße Band                      | A Fita Branca                        | O Laço Branco                                     | Michael Haneke                       | Áustria                        |
| 2009 | Fish Tank                           | Aquário                              | Aquário                                           | Andrea Arnold                        | Reino Unido                    |
| 2009 | Låt den rätte komma in              | Deixe Ela Entrar                     | Deixa-me Entrar                                   | Tomas Alfredson                      | Suécia                         |
| 2009 | Un prophète                         | O Profeta                            | Um Profeta                                        | Jacques Audiard                      | França                         |
| 2009 | The Reader                          | O Leitor                             | O Leitor                                          | Stephen Daldry                       | Alemanha / Estados Unidos      |
| 2009 | Slumdog Millionaire                 | Quem Quer Ser um Milionário?         | Quem Quer Ser Bilionário?                         | Danny Boyle                          | Reino Unido                    |

## Década de 2010
| Ano  | Filme                                              | Título no Brasil                                        | Título em Portugal                                 | Realizador/Diretor                 | País                                                    |
| ---- | -------------------------------------------------- | ------------------------------------------------------- | -------------------------------------------------- | ---------------------------------- | ------------------------------------------------------- |
| 2010 | The Ghost Writer                                   | O Escritor Fantasma                                     | O Escritor Fantasma                                | Roman Polański                     | Reino Unido / França                                    |
| 2010 | Bal                                                | Um Doce Olhar                                           | Mel                                                | Semih Kaplanoğlu                   | Turquia / Alemanha                                      |
| 2010 | Des hommes et des dieux                            | Homens e Deuses                                         | Dos Homens e dos Deuses                            | Xavier Beauvois                    | França                                                  |
| 2010 | Lebanon                                            | Líbano                                                  | Líbano                                             | Samuel Maoz                        | Israel / Alemanha / França                              |
| 2010 | El secreto de sus ojos                             | O Segredo dos Seus Olhos                                | O Segredo dos Seus Olhos                           | Juan José Campanella               | Espanha / Argentina                                     |
| 2010 | Soul Kitchen                                       | Soul Kitchen                                            | Soul Kitchen                                       | Fatih Akın                         | Alemanha                                                |
| 2011 | Melancholia                                        | Melancolia                                              | Melancolia                                         | Lars von Trier                     | Dinamarca / França                                      |
| 2011 | The Artist                                         | O Artista                                               | O Artista                                          | Michel Hazanavicius                | França                                                  |
| 2011 | Le Gamin au vélo                                   | O Garoto de Bicicleta                                   | O Miúdo da Bicicleta                               | Jean-Pierre Dardenne, Luc Dardenne | Bélgica França Itália                                   |
| 2011 | Hævnen                                             | Em um Mundo Melhor                                      | Num Mundo Melhor                                   | Susanne Bier                       | Dinamarca                                               |
| 2011 | The King's Speech                                  | O Discurso do Rei                                       | O Discurso do Rei                                  | Tom Hooper                         | Reino Unido                                             |
| 2011 | Le Havre                                           | O Porto                                                 | Le Havre                                           | Aki Kaurismäki                     | Finlândia / França / Alemanha                           |
| 2012 | Amour                                              | Amor                                                    | Amor                                               | Michael Haneke                     | Áustria / França / Alemanha                             |
| 2012 | Barbara                                            | Barbara                                                 | Bárbara                                            | Christian Petzold                  | Alemanha                                                |
| 2012 | Cesare deve morire                                 | César Deve Morrer                                       | César Deve Morrer                                  | Paolo Taviani Vittorio Taviani     | Itália                                                  |
| 2012 | Intouchables                                       | Intocáveis                                              | Amigos Improváveis                                 | Olivier Nakache Éric Toledano      | França                                                  |
| 2012 | Jagten                                             | A Caça                                                  | The Hunt - A Caça                                  | Thomas Vinterberg                  | Dinamarca                                               |
| 2012 | Shame                                              | Shame                                                   | Vergonha                                           | Steve McQueen                      | Reino Unido                                             |
| 2013 | La grande bellezza                                 | A Grande Beleza                                         | A Grande Beleza                                    | Paolo Sorrentino                   | Itália                                                  |
| 2013 | La migliore offerta                                | O Melhor Lance                                          | A Melhor Oferta                                    | Giuseppe Tornatore                 | Itália                                                  |
| 2013 | Blancanieves                                       | Branca de Neve                                          | Branca de Neve                                     | Pablo Berger                       | Espanha / França / Bélgica                              |
| 2013 | The Broken Circle Breakdown                        | Alabama Monroe                                          | Ciclo Interrompido                                 | Felix Van Groeningen               | Bélgica / Países Baixos                                 |
| 2013 | Oh Boy                                             |                                                         |                                                    | Jan Ole Gerster                    | Alemanha                                                |
| 2013 | La vie d'Adèle                                     | Azul É a Cor Mais Quente                                | A Vida de Adèle                                    | Abdellatif Kechiche                | França / Bélgica / Espanha                              |
| 2014 | Ida                                                | Ida                                                     | Ida                                                | Paweł Pawlikowski                  | Polónia                                                 |
| 2014 | Turist                                             | Força Maior                                             | Força Maior                                        | Ruben Östlund                      | Suécia / França / Noruega / Dinamarca                   |
| 2014 | Leviafan                                           | Leviatã                                                 | Leviatã                                            | Andrey Zvyagintsev                 | Rússia                                                  |
| 2014 | Nymphomaniac                                       | Ninfomaníaca                                            | Ninfomaníaca                                       | Lars von Trier                     | Dinamarca / Bélgica / França / Alemanha                 |
| 2014 | Kış Uykusu                                         | Winter Sleep                                            | Sono de Inverno                                    | Nuri Bilge Ceylan                  | Turquia                                                 |
| 2015 | Youth                                              | A Juventude                                             | A Juventude                                        | Paolo Sorrentino                   | Itália / França / Reino Unido / Suíça                   |
| 2015 | The Lobster                                        | O Lagosta                                               | A Lagosta                                          | Yorgos Lanthimos                   | Irlanda / Reino Unido / Grécia / França / Países Baixos |
| 2015 | Mustang                                            | Cinco Graças                                            | Mustang                                            | Deniz Gamze Ergüven                | França / Turquia / Alemanha                             |
| 2015 | En duva satt på en gren och funderade på tillvaron | Um Pombo Pousou num Galho Refletindo sobre a Existência | Um Pombo Pousou num Ramo a Reflectir na Existência | Roy Andersson                      | Suécia / Noruega / França / Alemanha                    |
| 2015 | Hrútar                                             | A Ovelha Negra                                          | Carneiros                                          | Grímur Hákonarson                  | Islândia / Dinamarca                                    |
| 2015 | Victoria                                           | Victoria                                                | Victoria                                           | Sebastian Schipper                 | Alemanha                                                |
| 2016 | Toni Erdmann                                       | Toni Erdmann                                            | Toni Erdmann                                       | Maren Ade                          | Alemanha / Áustria                                      |
| 2016 | Elle                                               | Elle                                                    | Ela                                                | Paul Verhoeven                     | França / Alemanha                                       |
| 2016 | I, Daniel Blake                                    | Eu, Daniel Blake                                        | Eu, Daniel Blake                                   | Ken Loach                          | Reino Unido / França                                    |
| 2016 | Julieta                                            | Julieta                                                 | Julieta                                            | Pedro Almodóvar                    | Espanha                                                 |
| 2016 | Room                                               | O Quarto de Jack                                        | Quarto                                             | Lenny Abrahamson                   | Irlanda / Canadá                                        |
| 2017 | The Square                                         | The Square: A Arte da Discórdia                         | O Quadrado                                         | Ruben Östlund                      | Suécia / Alemanha / França / Dinamarca                  |
| 2017 | 120 battements par minute                          | 120 Batimentos Por Minuto                               | 120 Batimentos Por Minuto                          | Robin Campillo                     | França                                                  |
| 2017 | Nelyubov                                           | Sem Amor                                                | Loveless - Sem Amor                                | Andrey Zvyagintsev                 | Rússia / Bélgica / Alemanha / França                    |
| 2017 | Testről és lélekről                                | Corpo e Alma                                            | Corpo e Alma                                       | Ildikó Enyedi                      | Hungria                                                 |
| 2017 | Toivon tuolla puolen                               | O Outro Lado da Esperança                               | O Outro Lado da Esperança                          | Aki Kaurismäki                     | Finlândia / Alemanha                                    |
| 2018 | Zimna wojna                                        | Guerra Fria                                             | Cold War - Guerra Fria                             | Paweł Pawlikowski                  | Polónia / França / Reino Unido                          |
| 2018 | Gräns                                              | Border                                                  | Na Fronteira                                       | Ali Abbasi                         | Suécia / Dinamarca                                      |
| 2018 | Dogman                                             | Dogman                                                  | Dogman                                             | Matteo Garrone                     | Itália / França                                         |
| 2018 | Girl                                               | Girl                                                    | Girl - O Sonho de Lara                             | Lukas Dhont                        | Bélgica / Países Baixos                                 |
| 2018 | Lazzaro felice                                     |                                                         | Feliz Como Lázaro                                  | Alice Rohrwacher                   | Itália / França / Alemanha / Suíça                      |